# Chimarra pulla
Chimarra pulla är en nattsländeart som beskrevs av Navás 1932. Chimarra pulla ingår i släktet Chimarra och familjen stengömmenattsländor. Inga underarter finns listade i Catalogue of Life.